# Paleyrac
Paleyrac est une ancienne commune française située dans le sud du département de la Dordogne, en région Nouvelle-Aquitaine. Depuis 1974, elle est associée à la commune du Buisson-de-Cadouin.

## Toponymie
La plus ancienne mention connue du lieu, relevée dans un pouillé, date du XIIIe siècle sous la forme Palairacs ; en 1372, le château est évoqué comme Castrum de Palayraco.
Le nom est dérivé d'un personnage gallo-roman : Palariacus.
En occitan, le lieu porte le nom de Palairac. Il possède un homonyme en la commune de Palairac située dans le département de l'Aude, de même étymologie[réf. nécessaire].

## Histoire
À partir du XIVe siècle, Palayrac était le siège d'un archiprêtré — qui se nomma d'abord archiprêtré de Carves et aussi archiprêtré de Bellovidere — qui se composait en 1740 de vingt-six paroisses : Alas, Belvès, Berbiguières, Bigaroque, Cabans, la Chapelle près Saint-Laurent, Cladech, Cussac, Fayrac, Font-Gauffier, Grives, Larzac, Marnac, les Mirandes, Montplaisant, Orliac, Palayrac, Saint-Amand, Sainte-Foi, Saint-Germain, Saint-Laurent, Saint-Pardoux, Sales, Siorac, la Trape, Urval.
Le 1er janvier 1974, les communes de Cadouin, Paleyrac et Urval entrent en fusion-association avec celle du Buisson-Cussac qui prend alors le nom du Buisson-de-Cadouin.

## Politique et administration

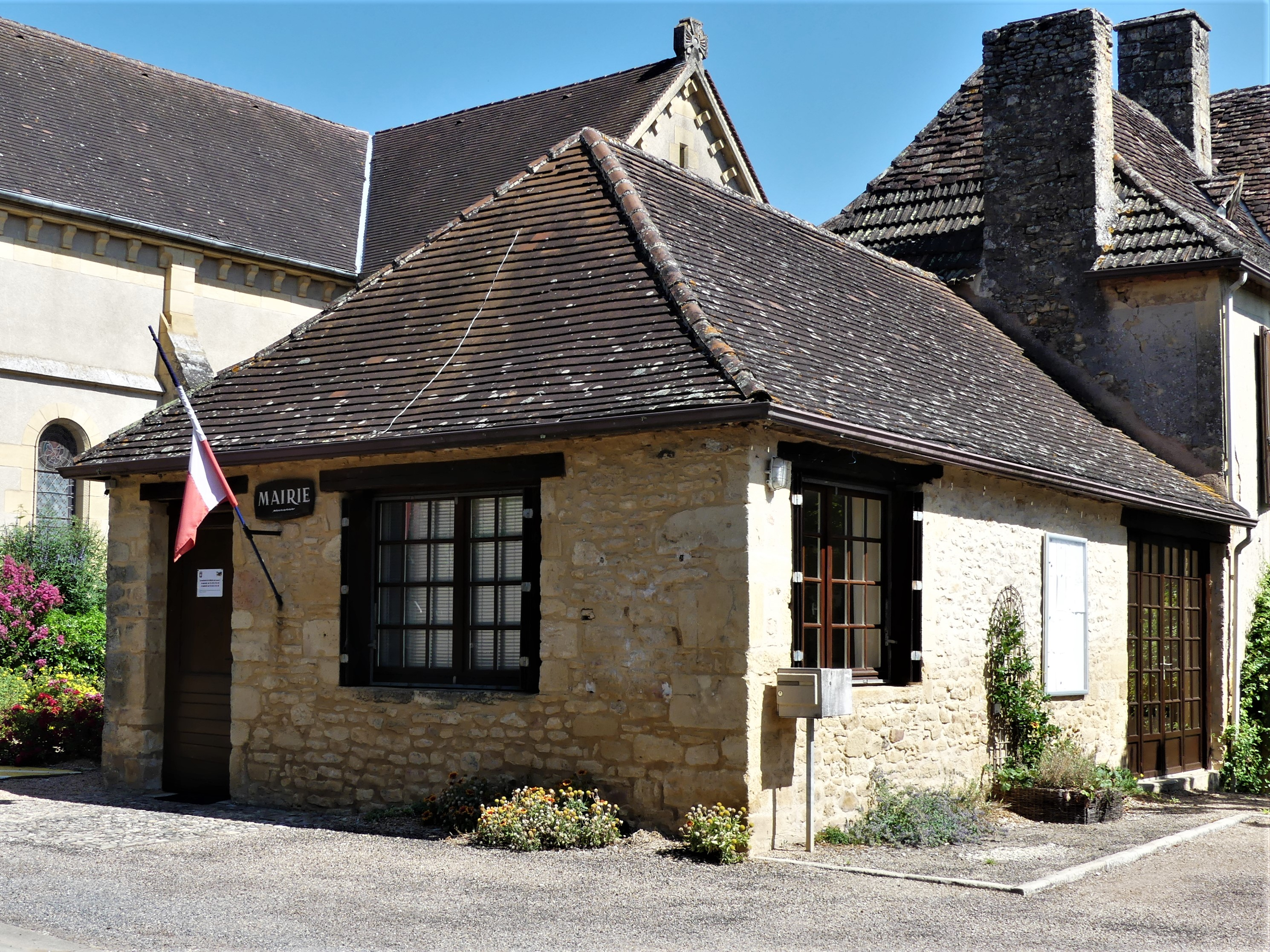
La mairie annexe en 2018.

### Rattachements administratifs
Dès 1790, la commune de Paleyrac est rattachée au canton de Cadouin qui dépend du district de Belvès jusqu'en 1795, date de suppression des districts. En 1801, le canton est rattaché à l'arrondissement de Bergerac.

### Liste des maires
| Période                                  | Période   | Identité        | Étiquette | Qualité                                         |
| ---------------------------------------- | --------- | --------------- | --------- | ----------------------------------------------- |
| Les données manquantes sont à compléter. |           |                 |           |                                                 |
|                                          |           |                 |           |                                                 |
| ?                                        | mars 2014 | Jean-Marc Gouin |           | Devient maire du Buisson-de-Cadouin (2014-2020) |
| mars 2014                                | mai 2020  | Éliane Berçot   |           |                                                 |
| mai 2020                                 | août 2020 | Bruno Guarrigue |           |                                                 |
| août 2020                                | En cours  | Éva Florès      |           |                                                 |

## Démographie
Au 1er janvier 2022, la commune associée de Paleyrac compte 185 habitants.
| 1793 | 1800 | 1806 | 1821 | 1831 | 1836 | 1841 | 1846 |
| ---- | ---- | ---- | ---- | ---- | ---- | ---- | ---- |
| 497  | 334  | 439  | 501  | 558  | 529  | 525  | 601  |

| 1851 | 1856 | 1861 | 1866 | 1872 | 1876 | 1881 | 1886 |
| ---- | ---- | ---- | ---- | ---- | ---- | ---- | ---- |
| 612  | 577  | 537  | 511  | 530  | 511  | 516  | 509  |

| 1891 | 1896 | 1901 | 1906 | 1911 | 1921 | 1926 | 1931 |
| ---- | ---- | ---- | ---- | ---- | ---- | ---- | ---- |
| 481  | 455  | 404  | 387  | 342  | 286  | 300  | 290  |

| 1936 | 1946 | 1954 | 1962 | 1968 | - | - | - |
| ---- | ---- | ---- | ---- | ---- | - | - | - |
| 270  | 245  | 215  | 201  | 185  | - | - | - |

## Culture locale et patrimoine

### Lieux et monuments
- Église Notre-Dame-de-l'Assomption[9].
- Manoir de Paleyrac du XVIe siècle, fortement remanié[10].

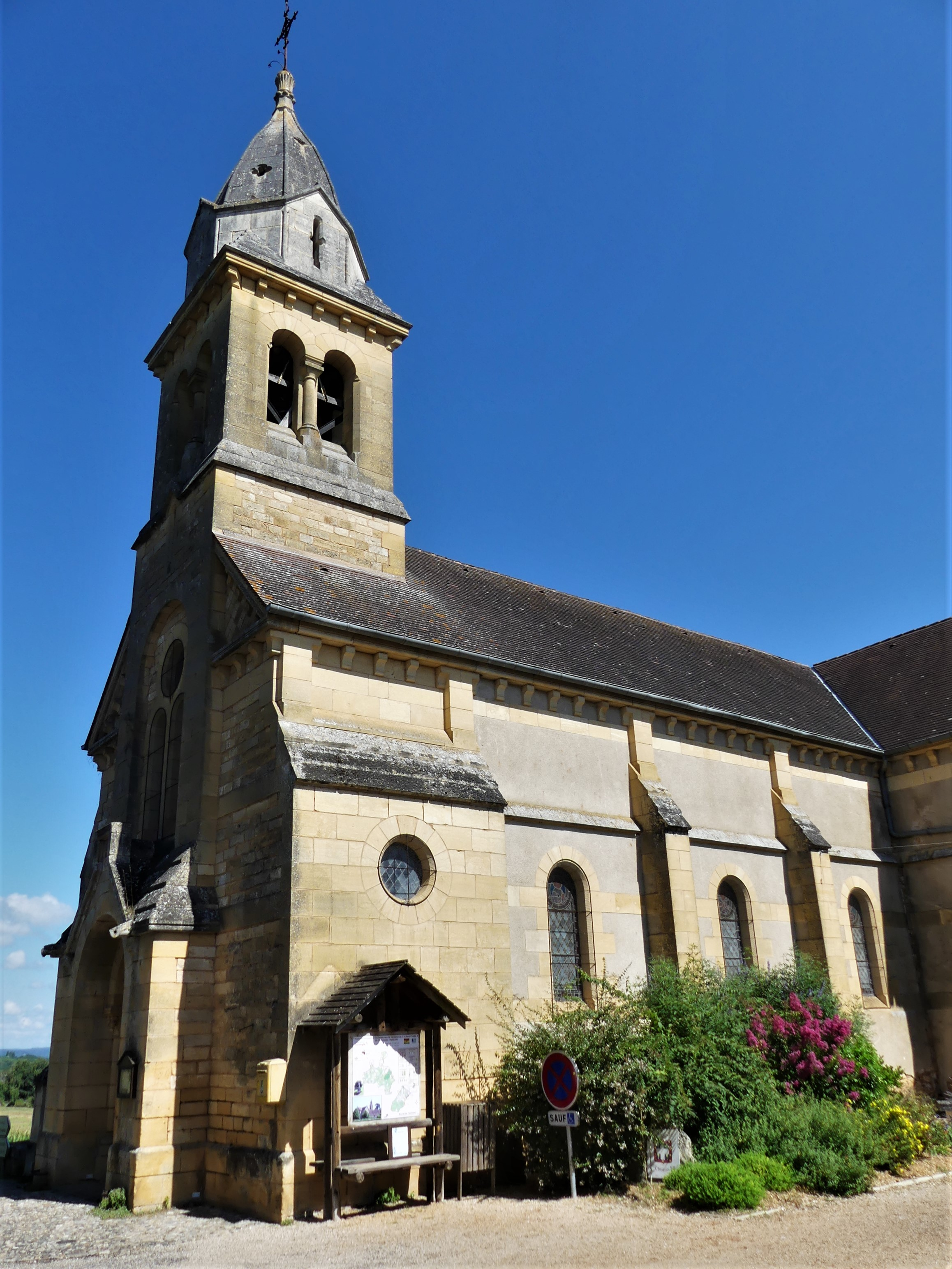
L'église Notre-Dame-de-l'Assomption.
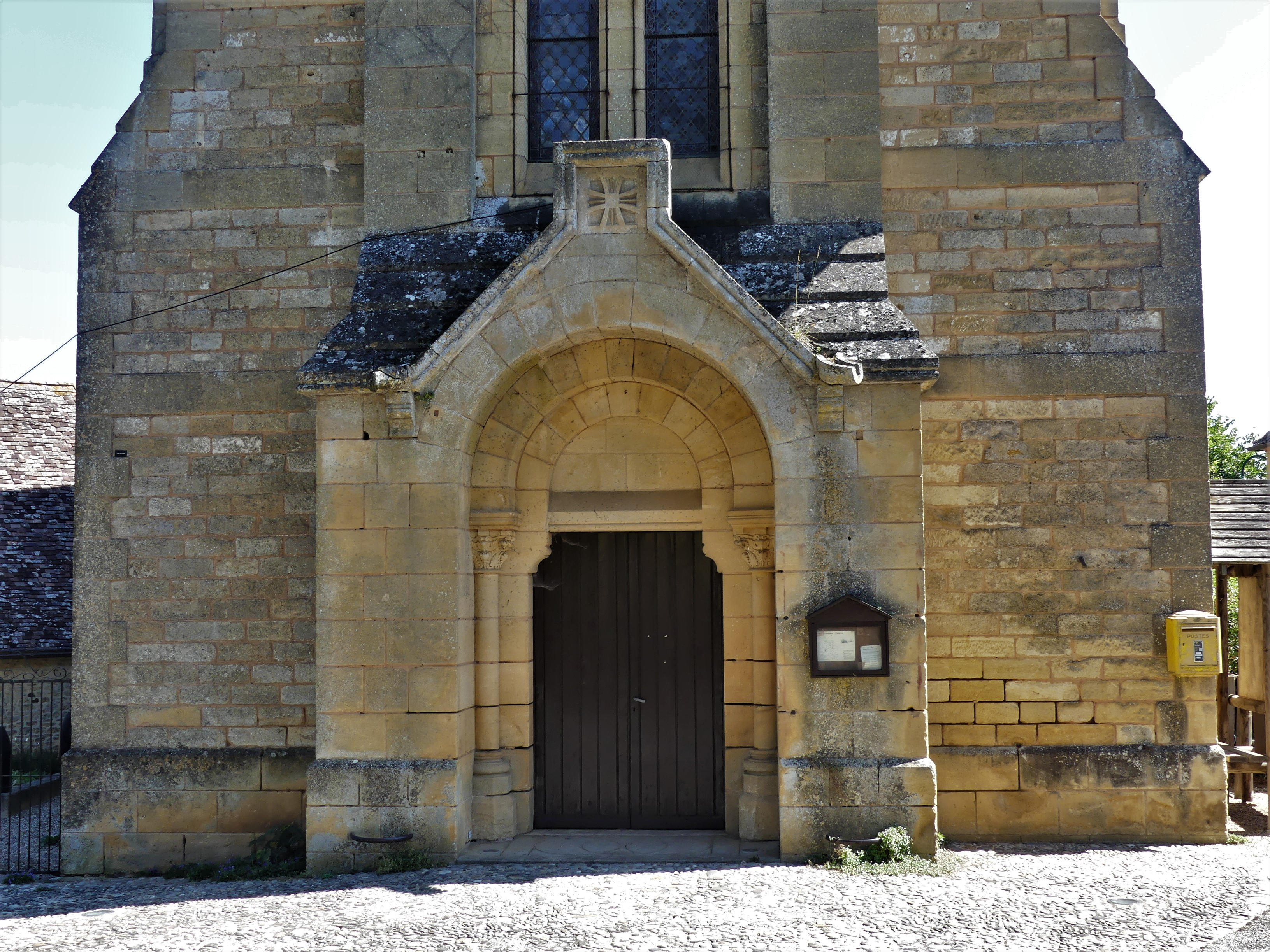
Son portail.
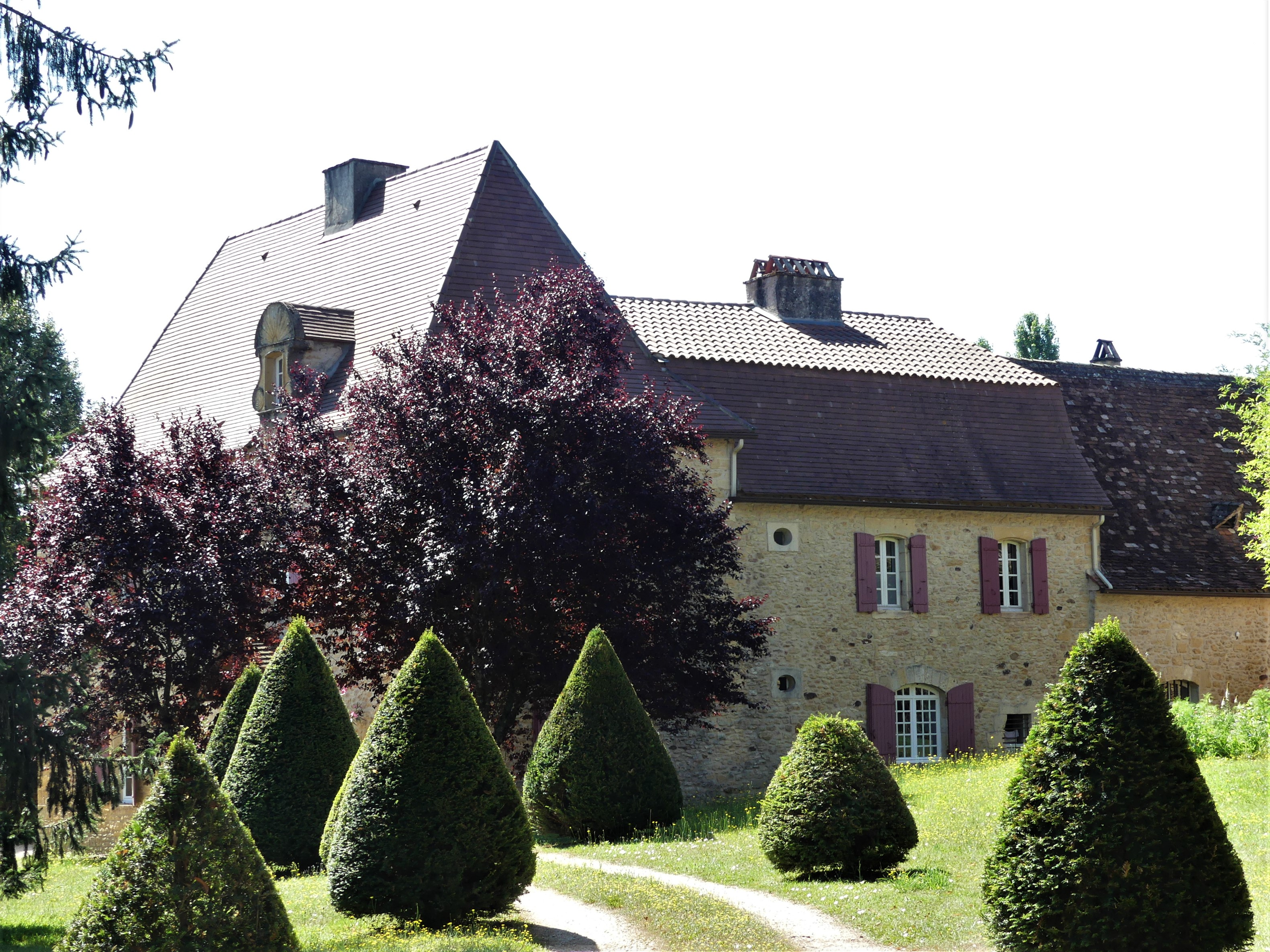
Manoir à Paleyrac.
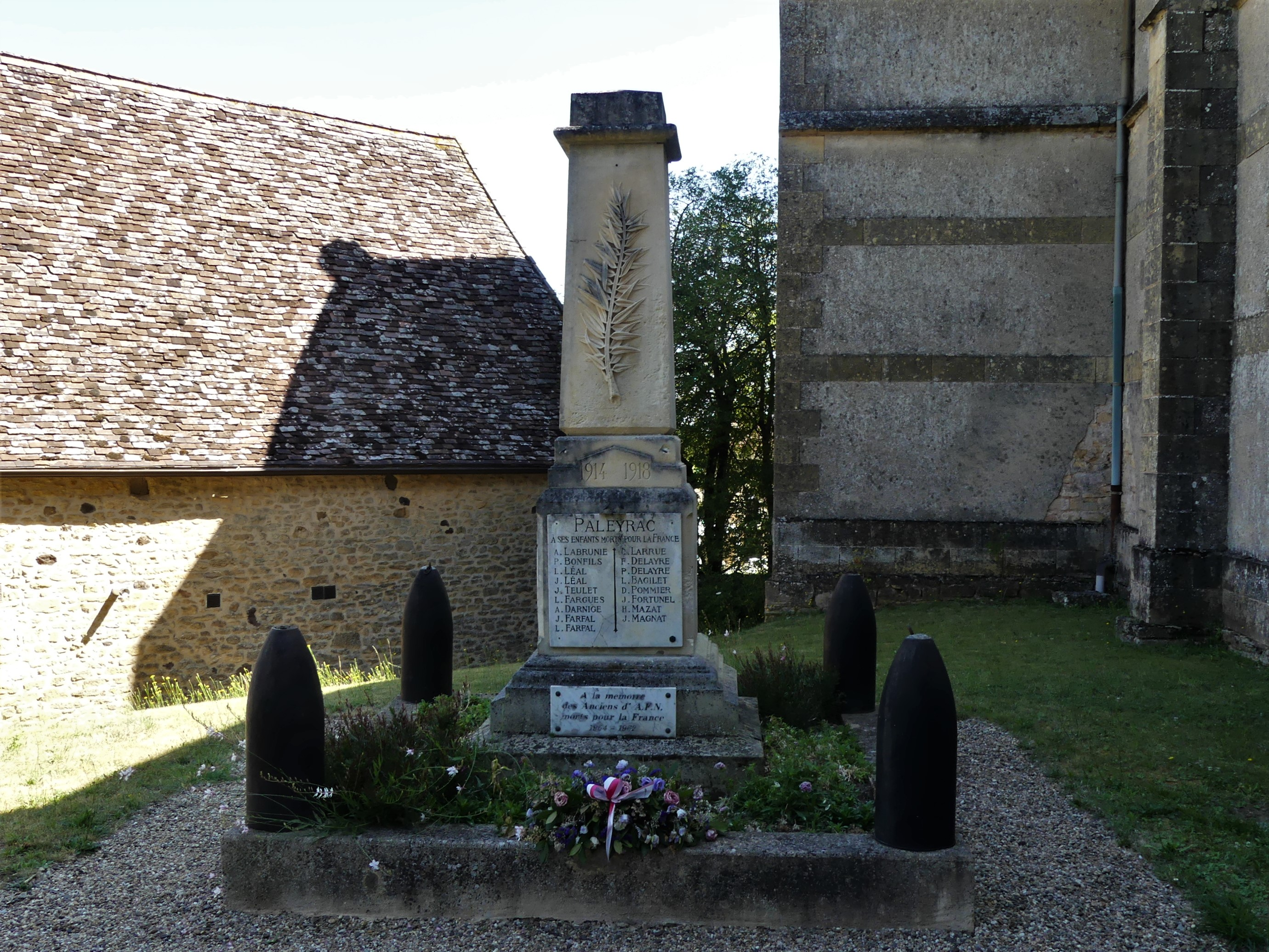
Le monument aux morts.

### Héraldique
| Blason de Paleyrac | Blason  | D'azur à deux vergettes d'or, à la croix d'argent brochante, à la bordure cousue de gueules chargée de dix besants d'or. |
| Blason de Paleyrac | Détails | Le statut officiel du blason reste à déterminer.                                                                         |